# Marilyna meraukensis
Marilyna meraukensis és una espècie de peix de la família dels tetraodòntids i de l'ordre dels tetraodontiformes.

## Morfologia
- Els mascles poden assolir 19 cm de longitud total.[4][5]

## Hàbitat
És un peix de clima tropical i demersal.

## Distribució geogràfica
Es troba a la Nova Guinea central i meridional i el nord d'Austràlia.

## Observacions
És inofensiu per als humans.